# Bora Milutinović
Velibor Milutinović, detto Bora (in serbo Велибор Милутиновић?; Bajina Bašta, 7 settembre 1944), è un allenatore di calcio ed ex calciatore serbo.
Calciatore fino al 1976 sia in Jugoslavia che in Europa occidentale, intraprese la carriera tecnica subito dopo la fine di quella agonistica ed è, al 2021, l'unico allenatore, insieme al brasiliano Carlos Alberto Parreira, ad avere accompagnato da commissario tecnico cinque squadre nazionali al campionato mondiale: Messico nel 1986, Costa Rica nel 1990, Stati Uniti nel 1994, Nigeria nel 1998 e Cina nel 2002, superando con le prime quattro di esse la fase a gironi.
Oltre che alla guida tecnica di 8 squadre nazionali, ha allenato a livello di club negli Stati Uniti, in Messico, in Argentina, in Qatar e in Italia.
In totale, fra carriera di calciatore e di allenatore, ha militato in 14 Nazioni diverse (Serbia, Svizzera, Francia, Messico, Argentina, Costa Rica, Italia, Stati Uniti, Nigeria, Cina, Honduras, Giamaica, Arabia Saudita, Iraq) guadagnandosi il soprannome de "Lo Zingaro".

## Biografia
Nato in Jugoslavia nel 1944, secondo la FIFA nel 1940, e secondo gli almanacchi calcistici locali nel 1939, ha due fratelli, Miloš e Milorad, entrambi calciatori professionisti e internazionali jugoslavi.
Appassionato di scacchi, durante il suo periodo da calciatore in Messico conosce la sua futura moglie, la messicana Maria del Carmen Mendez, figlia di un ricco proprietario terriero. Successivamente, prende anche lui la cittadinanza messicana.
Parla cinque lingue: serbo, inglese, italiano, francese e spagnolo.

## Carriera

### Giocatore
Rimasto orfano sin dall'infanzia, cresce nella Jugoslavia del secondo dopoguerra e si appassiona al calcio. Si fa notare come un interno di centrocampo dalle buone qualità tecniche e in grado di gestire il gioco durante i suoi sei anni al Partizan. Ha giocato anche in Svizzera (Winterthur), Francia (Monaco, Nizza e Rouen) e Messico (Pumas UNAM), dove ha concluso la propria attività da calciatore.

### Allenatore
Milutinović iniziò ad allenare per alcuni anni nel Pumas, squadra in cui aveva chiuso la carriera di calciatore, ma le sue imprese eclatanti iniziarono proprio con la nazionale del suo paese adottivo: il Messico ai Mondiali casalinghi del 1986. Bora condusse la sua squadra, vera rivelazione del torneo, fino ai quarti, dove venne sconfitta ai rigori dalla Germania Ovest, trascinando il Messico alla sua miglior performance in un Mondiale.
Dopo questa esperienza, Milutinović lasciò l'incarico da CT del Messico per allenare la Costa Rica, nazione senza una grande tradizione calcistica: l'impresa della qualificazione mondiale sembrava stavolta troppo ardua. Invece la Costa Rica si presentò ai Mondiali italiani del 1990, dove anche questa volta la squadra di Milutinović si rivelà sorpresa della manifestazione, superando il primo turno e fermandosi agli ottavi, contro la Cecoslovacchia: anche in questo caso, il tecnico supera le aspettative. Per i Mondiali, il CT vuole giocare con delle divise bianconere: tramite un contatto, Giampiero Boniperti gli manda due set di maglie della Juventus.
Così Milutinović terminò la positiva esperienza con la Costa Rica per raggiungere la panchina degli Stati Uniti, Paese che nel 1994 avrebbe ospitato il Mondiale. Anche in questa edizione la squadra di Bora superò il primo turno, anche se in maniera meno brillante che nelle occasioni precedenti (venne ripescata come migliore terza), con una squadra piuttosto competitiva e ottenendo i favori dei critici e della stampa prima di incontrare poi negli ottavi il Brasile (futuro campione) e venendo eliminata per 1-0.
In questi anni si costruisce la fama di allenatore ben preparato tatticamente e leader carismatico in panchina.
Dopo due anni di nuovo sulla panchina del Messico (1995-1997), il 19 dicembre 1997 Milutinović viene chiamato dalla Nigeria per i Mondiali 1998. Dopo aver superato il primo turno battendo anche la Spagna, la nazionale africana, considerata la mina vagante del torneo per il gioco espresso, viene subito eliminata dalla Danimarca agli ottavi. Viene esonerato il 6 luglio 1998.
Il 22 settembre firma con gli statunitensi dei Metrostars nella Major League Soccer, ma si capisce che il suo ruolo è quello di selezionatore, non di allenatore di club, come già si era intuito in precedenza nel 1987 quando aveva allenato il San Lorenzo e, per sole nove partite, l'Udinese in Serie B.
Il 15 gennaio 2000 arriva la chiamata dalla Cina per la qualificazione al Mondiale 2002 nei vicini Giappone e Corea del Sud. Milutinović riesce a qualificare la nazionale asiatica per la manifestazione, ma questa volta la sua squadra viene eliminata al primo turno. Il 16 giugno 2002 lascia la guida.
Il 13 agosto 2003 Bora firma per l'Honduras, dove si attira delle critiche da parte dei tifosi per il lauto ingaggio erogatogli da parte della federazione honduregna: si dimette il 30 giugno 2004.
Dal 7 agosto 2004 al 9 ottobre 2005 è l'allenatore dell'Al-Sadd. Il 16 novembre 2006 diventa allenatore della Giamaica, per tentare nuovamente un'altra qualificazione "impossibile" e rilanciare la sua immagine di profeta del calcio nel mondo, dopo le ultime due esperienze poco gratificanti. Fallito il compito, il 9 novembre 2007 viene licenziato. L'8 aprile 2009 diventa selezionatore dell'Iraq in vista della FIFA Confederations Cup 2009: la formazione asiatica non supera la fase a gironi nonostante subisca una sola sconfitta, di misura, contro la Spagna (1-0).

## Statistiche

### Piazzamenti ai Mondiali
- 1986:  Messico quarti di finale
- 1990:  Costa Rica ottavi di finale
- 1994:  Stati Uniti ottavi di finale
- 1998:  Nigeria ottavi di finale
- 2002:  Cina 1º turno

## Palmarès

### Giocatore
- Campionato jugoslavo: 3

Partizan: 1961-1962, 1962-1963, 1964-1965
- Campionato francese di seconda divisione: 1

Nizza: 1969-1970
- Supercoppa francese: 1

Nizza: 1970

### Allenatore

#### Club

##### Competizioni nazionali
- Campionato messicano: 2

UNAM Pumas: 1977, 1981

##### Competizioni internazionali
- CONCACAF Champions' Cup: 1

UNAM Pumas: 1980
- Coppa Interamericana: 1

UNAM Pumas: 1980

#### Nazionale
- Gold Cup: 2

Stati Uniti: 1991
Messico: 1996

### Videografia
- Federico Ferri e Federico Buffa, Storie Mondiali: Diegooooooooo! (1986), Sky Sport, 2014.